# Smartphone
Un smartphone ou téléphone intelligent est un téléphone mobile disposant en général d'un écran tactile capacitif multitouch, d'un capteur photographique, et de capacité d'ajouter des applications diverses telles que des fonctions d'un assistant numérique personnel et de certaines fonctions d'un ordinateur portable. Il peut remplacer un appareil photographique numérique. Il peut également être doté d'autres capteurs tels qu'un accéléromètre, ou la réception de signaux de positionnement par satellite. La saisie des données s'y fait le plus souvent à l'aide d'un écran tactile ou, plus rarement, d'un clavier ou d'un stylet ou le capteur photographique. Comme un ordinateur, il peut exécuter divers logiciels et applications grâce à un système d'exploitation, avec des fonctionnalités complémentaires à celles des téléphones mobiles classiques (agenda/calendrier, télévision, navigation sur le Web, accès au courrier électronique, géolocalisation, dictaphone/magnétophone/traducteur, calculatrice, boussole, accéléromètre, gyromètre, messagerie vocale visuelle, cartographie numérique, etc.) La plupart des appareils bénéficient de la reconnaissance vocale et de la synthèse vocale.
Un smartphone peut être personnalisé par l'installation d'applications additionnelles telles que des jeux ou des utilitaires via un magasin d'applications en ligne dédié au système d'exploitation du smartphone. Une connexion à Internet par l'intermédiaire d'un réseau de téléphonie mobile ou d'un réseau Wi-Fi est nécessaire pour pouvoir utiliser le potentiel de ces applications.
Les précurseurs des smartphones sont apparus à la fin des années 1990, mais il faut attendre 2007, année de commercialisation de l'iPhone (premier smartphone avec interface tactile multipoint), pour que ce marché s'étende considérablement jusqu'à dépasser en quelques années celui des téléphones mobiles à touches.
En 2014, les ventes mondiales annuelles de smartphones dépassaient le milliard d'unités. À partir de 2018, des smartphones de plus en plus performants rivalisent par leurs capacités photographiques avec les appareils photographiques numériques compacts, bien que le zoom optique soit souvent minimal.
À l'instar de tous les appareils utilisant des composants électroniques, les smartphones ont un impact important sur l'environnement, lequel augmente avec leur diffusion. En France, l'ADEME et l'agence France Nature Environnement (FNE) ont publié conjointement un rapport sur l'impact environnemental de ces produits.

## Terminologie

### Étymologie
Smartphone est un mot composé anglais, formé de smart (intelligent, élégant, malin, astucieux) et phone (téléphone).

### Dénominations
Plusieurs dénominations sont utilisées :
- en France, le smartphone est généralement appelé « portable », ou « mobile »[7], ou simplement téléphone;
- au Canada francophone, « téléphone intelligent »[8], téléphone cellulaire[9] ou simplement « cellulaire »;
- en Belgique, GSM[10] ;
- en Suisse romande, « natel »[réf. nécessaire].

Le terme officiel en France est « mobile multifonction »,. Les termes « terminal de poche » et « ordiphone » ne sont plus recommandés par la Commission d'enrichissement de la langue française depuis le 11 janvier 2018. Au Québec, « téléphone intelligent » est recommandé et largement utilisé avec comme synonymes « téléphone multifonction » et « ordiphone ».
Le terme de « photophone » est parfois employé pour désigner un smartphone capable de prendre des photographies numériques. Cette pratique est désignée sous le nom de phonéographie.
Pour désigner un téléphone mobile de base (ne disposant pas des fonctionnalités avancées d'un appareil intelligent), au Canada, on suggère le terme « téléphone polyvalent ».

## Histoire

### Débuts

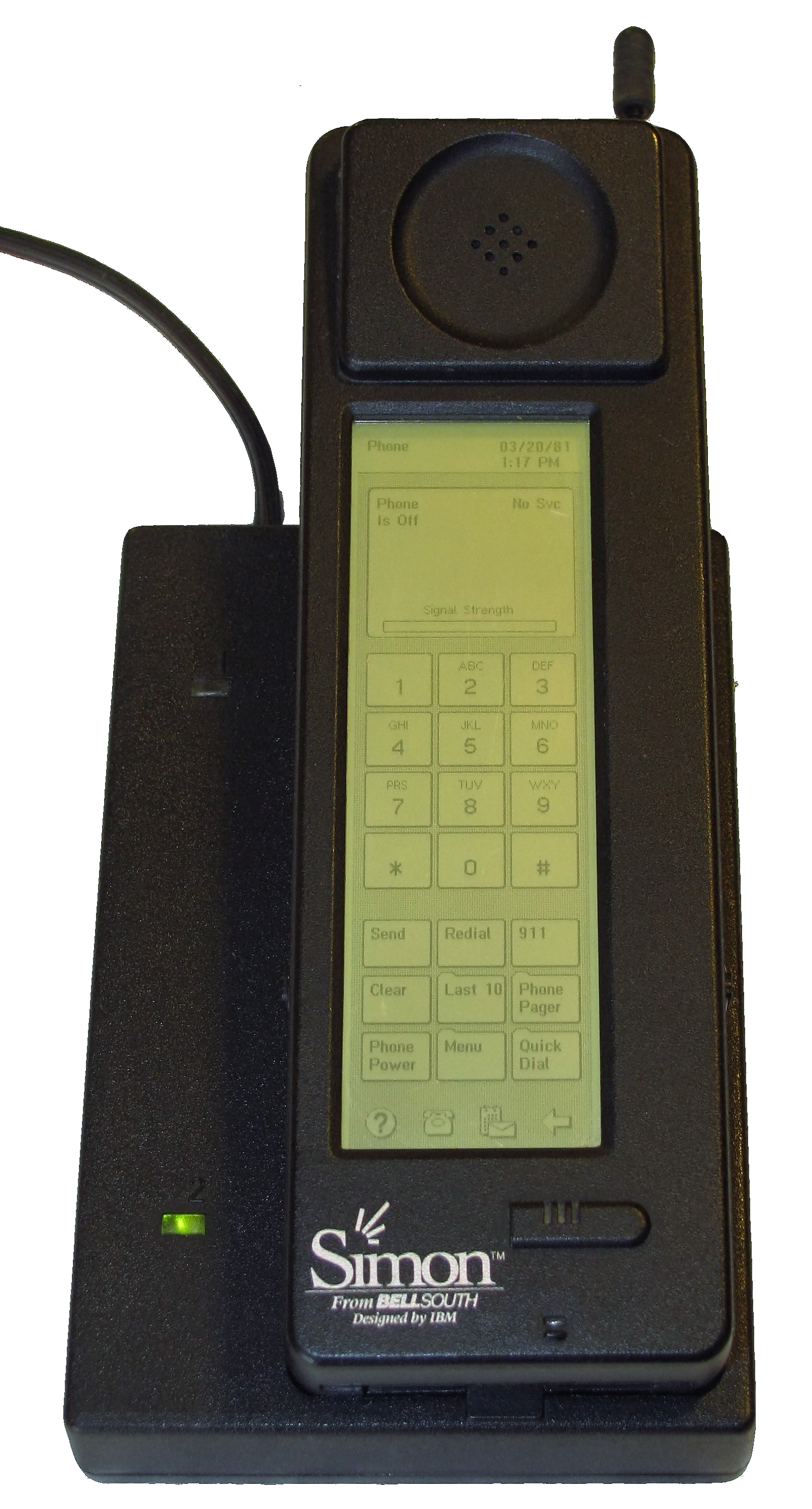
IBM Simon (1993).

Dès 1990, la norme GSM, 2G est développée. En 1992, le GSM est utilisé dans sept pays de l'Europe avec un débit réel de 9,6 kbit/s. Le tout premier smartphone, l'IBM Simon, est conçu en 1992 et commercialisé en août 1994. Au début des années 2000, le Edge permet un débit réel de 177 kbit/s. Dès 2006, la 3G, puis la 3,5 G sont développées, permettant un débit crête en réception de 3,6 Mbit/s étendu ensuite à 14 puis 42 Mbit/s (HSPA+).

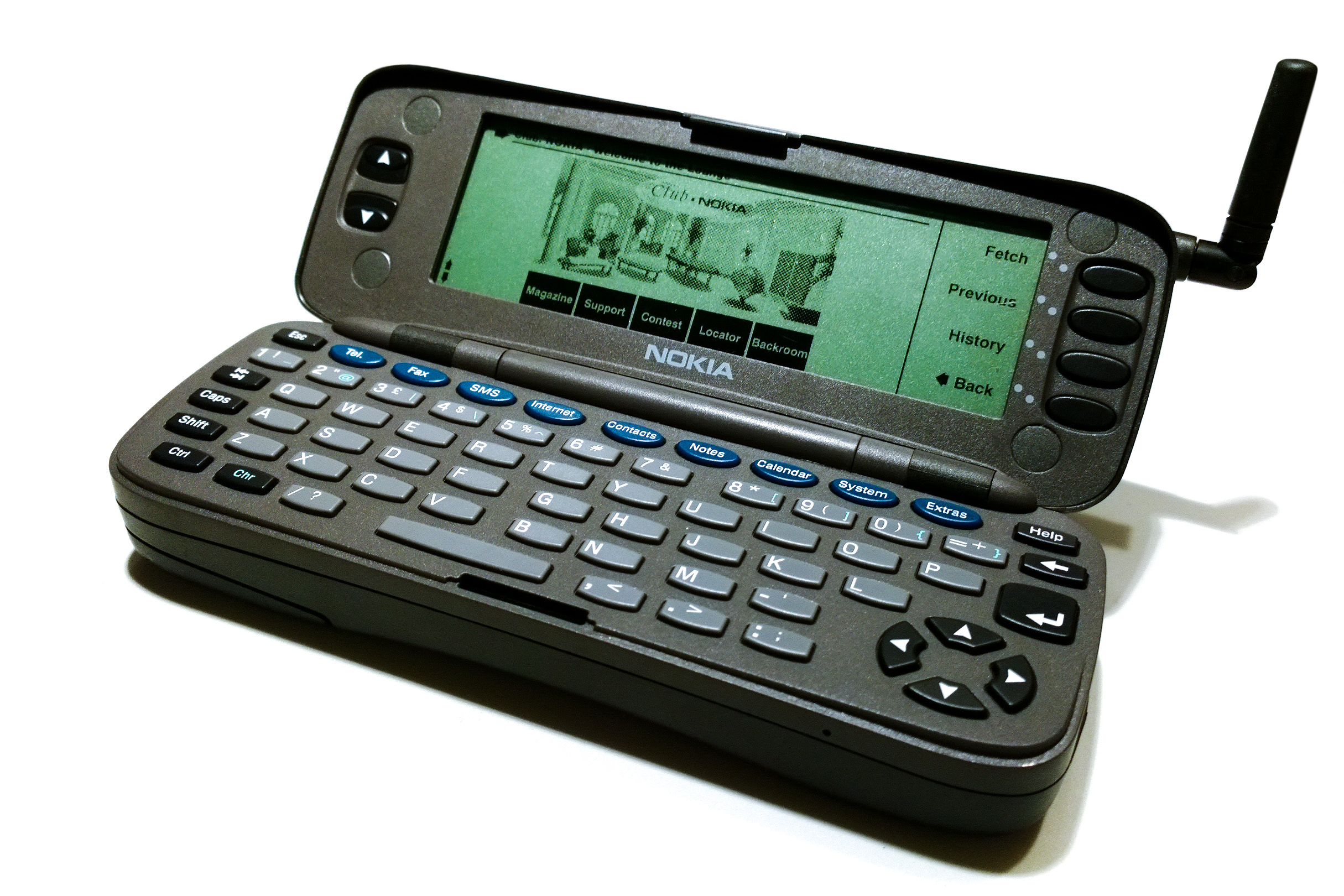
Nokia 9000 Communicator (1996)

Les principaux fabricants de téléphones de l'époque se lancent dans l'aventure (comme Nokia, le leader d'alors, LG ou Samsung), ainsi que de nouvelles sociétés spécialisées dans les smartphones (comme BlackBerry avec le BlackBerry). Le système d'exploitation de référence est alors Symbian utilisé principalement par Nokia et Ericsson.

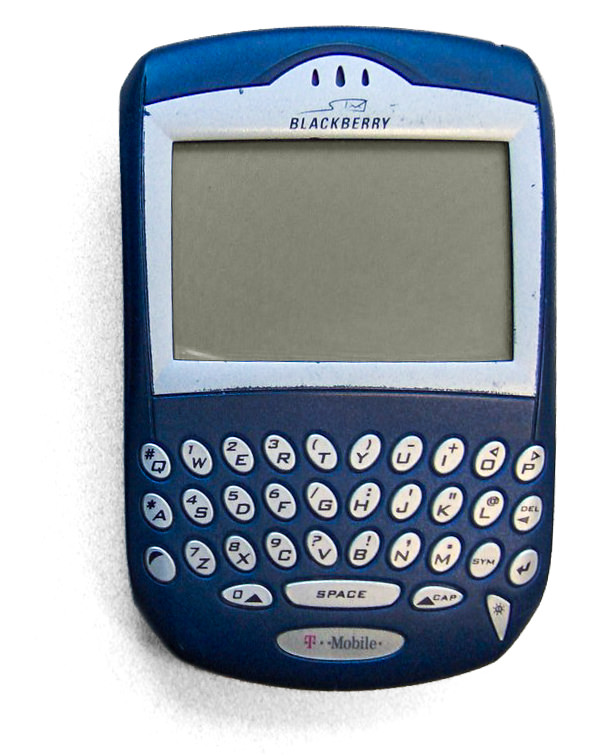
Smartphone avec clavier mécanique (BlackBerry 7230).

L'année 2001 a vu le lancement du Mondo de Trium (Mitsubishi) et du WA3050 de Sagem qui furent les premiers à combiner les fonctions d'un téléphone mobile et d'un PDA tactile. Ils étaient compatibles avec la nouvelle norme de téléphonie mobile de l'époque, le GPRS.
Nokia, avec sa série des Communicator, commercialise des appareils pliants à deux écrans et à clavier mécanique complet, mais fait l'impasse sur l'écran tactile : Nokia 9000 Communicator en 1996, Nokia 9110 en 1998, Nokia 9210 Communicator en 2001, Nokia 9210i en 2002, Nokia 9500 Communicator et Nokia 9300 Communicator en 2005, Nokia E90 Communicator en 2007.
En 2003, Sony Ericsson lance la famille P900, avec clavier rabattable, appareil photo, écran tactile et stylet intégré.
En 2005, HTC est choisi par Microsoft comme partenaire pour le développement de Windows Mobile et a, depuis cette date, toujours proposé des téléphones utilisant ce système d'exploitation.
En août 2005, Google rachète la startup Android qui développe un système d'exploitation pour smartphone, qui commence à équiper de nombreux constructeurs (comme Samsung ou HTC) à partir de 2008.

### Année 2007: la révolution tactile

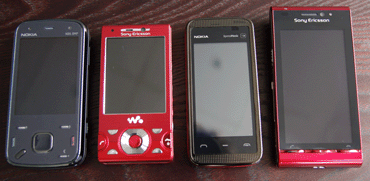
Nokia N86 8MP vs Sony Ericsson W995 vs Nokia 5530 XpressMusic vs Sony Ericsson Satio

En 2007 Apple lance son premier téléphone, l'iPhone, pionnier des smartphones avec interface tactile multipoint, sensible aux doigts de l'utilisateur. L'appareil fonctionne comme un ordinateur avec un système d'exploitation et des applications. L'écran de 3,5 pouces offre 480 × 320 pixels. Son succès commercial est à l'origine de la généralisation des smartphones à écrans tactiles chez tous les fabricants,.
L'année suivante (2008), alors qu'Apple sort l'iPhone 3G (accompagné de l'apparition de l'App Store), les concurrents sortent leurs modèles : RIM sort le BlackBerry Storm (en), premier modèle tactile de la marque. Android fait également ses débuts avec le HTC G1.
En 2009, le Coréen Samsung se lance dans la bataille avec le Samsung Galaxy i7500, lui aussi sous Android. HTC sort le premier Windows Mobile multipoint : le HTC HD2. Cette année est une époque charnière où les téléphones à touches cohabitent avec la progression commerciale des téléphones tactiles, proposés par la plupart des marques. Pour Sony Ericsson c'est le dernier pari sur les téléphones non tactiles avec la sortie du smartphone Sony Ericsson W995, doté d'un objectif photo de 8,1 Mp il rivalise avec les smartphones tactiles de Nokia comme le Nokia 5800 XpressMusic ou le Nokia N86 8MP. Sony Ericsson par la suite se consacre uniquement au marché du tactile ; un modèle précurseur de cette tendance sorti en 2009 est le Satio (premier smartphone tactile avec un objectif photo de 12,1 Mp). La commercialisation d'Android 1.5, 1.6 puis 2.1, nouvel OS embarqué adapté au tactile, contribue à cette tendance en standardisant et en dispensant l'ensemble des acteurs de l'industrie du mobile d'investir dans un OS propriétaire dédié à leurs marques respectives. Par la suite, toutes les marques contraignent l'utilisateur à adopter le tactile ; en arrêtant leurs modèles de qualité haut de gamme ou en limitant les fonctionnalités de leurs modèles à touches,,,. Les mobiles à touches restant sur le marché après cette période sont qualifiés de « Phone Sénior » par les marques du fait de leur minimalisme volontairement abouti, au détriment des gens n'aimant pas le tactile.

### Progrès rapides des années 2010
En 2010 sort l'iPhone 4, plus puissant[réf. nécessaire], équipé d'un nouveau design, d'un meilleur appareil photo, et d'un écran de 960 × 640 pixels. Plusieurs modèles phares sortent sous Android, comme les Nexus One et Nexus S de Google, mais surtout le Samsung Galaxy S, qui reprend plusieurs codes de l'iPhone[réf. nécessaire]. Ce sera un grand succès. Samsung lance également l'OS Bada avec le Samsung Wave. Microsoft remplace Windows Mobile par un nouvel OS, Windows Phone 7. Des modèles d'entrée de gamme connaissent à leur tour un bon succès, comme le BlackBerry Curve, ou le Samsung Galaxy Ace (en) en 2011. Ainsi, les smartphones prennent le dessus sur les téléphones classiques, et une course à la performance se met en place, qui n'est pas sans rappeler celle des PC au tournant du XXe siècle. Les processeurs sont désormais double cœur, voire quatre cœurs, avec des fréquences qui atteignent 1,5 GHz[réf. nécessaire].

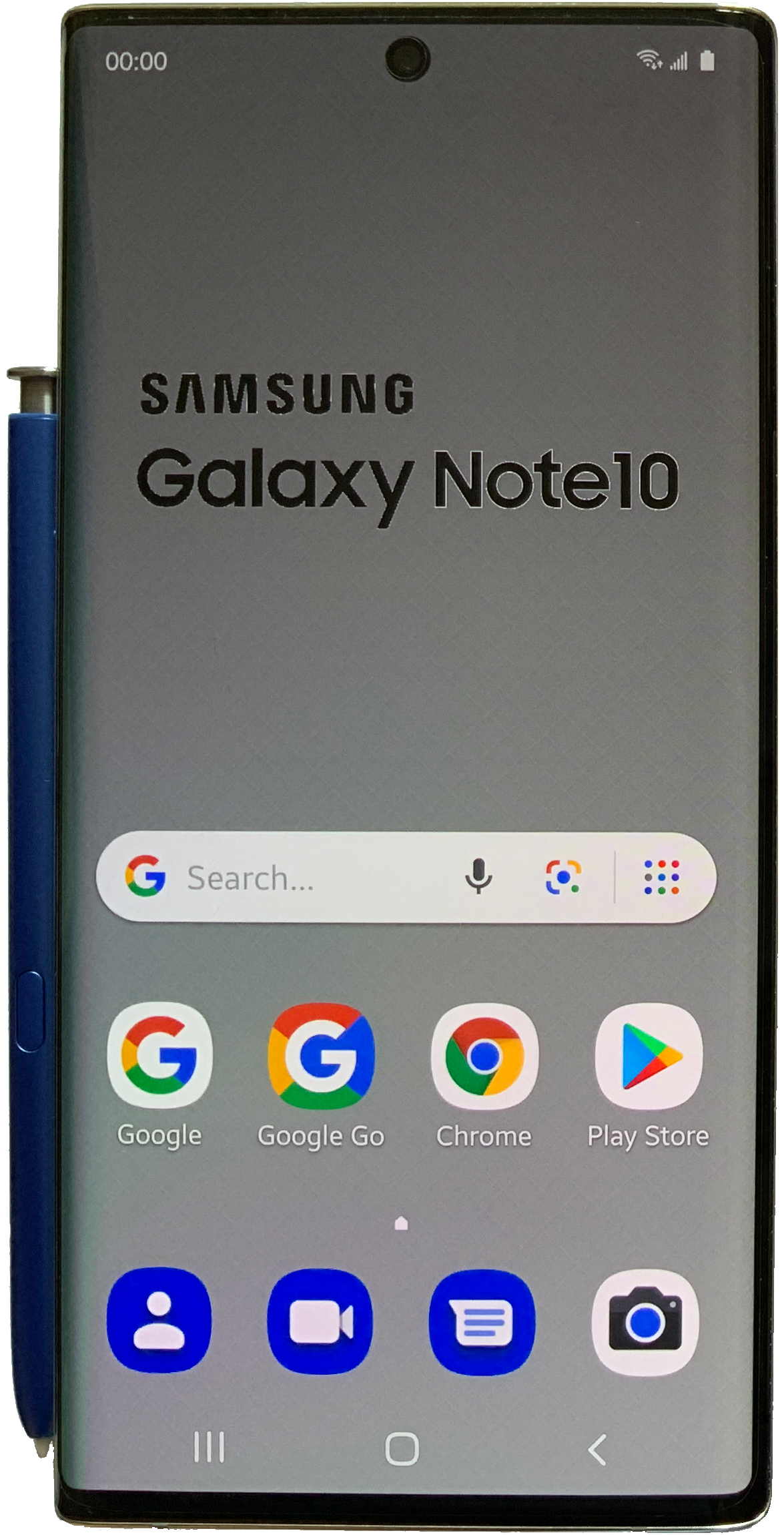
Samsung Galaxy Note 10.

L'année 2011 voit l'arrivée du Samsung Galaxy S II, qui grâce à son processeur double cœur est beaucoup plus performant que son prédécesseur. En fin d'année, Samsung sort le Galaxy Note, la première phablette dotée d'un écran de 5,3 pouces (1 280 × 800 p). Nokia se lance sur les Windows Phone avec le Lumia 800. 2012 est marquée par la rivalité entre Samsung Galaxy S III et iPhone 5. Google et LG leur opposent le Nexus 4. La diversité des smartphones augmente toujours, des écrans plus grands côtoyant de plus petits. La résolution (exprimée en pixels par pouce) continue d'augmenter. De façon générale, plus le smartphone a un grand écran, plus la batterie est lourde.
En 2013, alors que les écrans 1 920 × 1 080 pixels se généralisent sur le haut de gamme, on constate un nivellement par le haut sur le haut de gamme sous Android : le Samsung Galaxy S4, le HTC One, le Sony Xperia Z, le LG G2, et le Google Nexus 5 ont des niveaux de performance très proches. L'iPhone se dote d'un lecteur d'empreintes digitales. Wiko devient une référence sur l'entrée de gamme. Google relance Motorola avec les Moto X et Moto G. Et Microsoft rachète Nokia. Toutefois, à la fin 2013 le marché des smartphones arriverait peu à peu à saturation (baisse de la croissance de la production, concurrence élevée, grande diversité des modèles). La 4G est présente dans plus d'une centaine de pays dont la France.
En 2014 sortent les iPhone 6 et l'iPhone 6 Plus qui disposent d'écran de 4,7 et 5,5 pouces. Ces produits sont un succès pour Apple. Dans le même temps, les ventes de Samsung reculent. Le LG G3 a un écran 5,5 pouces avec 2 560 × 1 440 p. Microsoft relance Windows Phone 8 avec une nouvelle version Denim, et une nouvelle gamme Lumia dont le porte-étendard, le Nokia Lumia 930 est à la hauteur des haut de gamme. La marque Nokia disparaît en fin d'année. Le smartphone le plus fin en avril 2014 est le Gionee Elife S5.5 avec 5,5 mm d'épaisseur.
En 2015, l'apparence de certains écrans est modifiée par l'absence de bordures sur les quatre côtés de l'appareil ainsi que par l'écran courbé à l'extrémité des deux grands côtés. Cette innovation arrive avec le S6 Edge+ disposant d'un écran de 5,7 pouces. Elle permet de gagner en surface d'affichage en supprimant les bordures du boîtier formant le contour de l'écran, qui au fil du temps sont de plus en plus fines. LG Electronics sort en juin, le LG G4, qui apporte quelques améliorations et évolutions par rapport au précédent modèle. En septembre, sort l'iPhone 6s, avec quelques changements par rapport à l'iPhone 6.
En 2016 apparaît le premier capteur « dual pixel AF » sur le S7 et S7 Edge. Ce type de capteur permet notamment un autofocus beaucoup plus rapide qu'auparavant, Le LG G5 est le premier smartphone modulaire, avec deux capteurs photos à l'arrière.
En 2019, Samsung Mobile présente le Galaxy Fold, premier smartphone possédant un écran pliant à être commercialisé en masse. De nombreux médias reconnaissent qu'il s'agit du « futur des smartphones », malgré plusieurs problèmes de fragilité qui restent à corriger,.

### Années 2020
En 2020, le marché des smartphones haut de gamme stagne à cause de caractéristiques très similaires sur les modèles les plus vendus, phénomène accentué notamment par la pandémie de coronavirus. Les premiers et deuxièmes trimestres voient une chute de 15 % du nombre d'unités vendues. Tous les acteurs du mobile se sont standardisés du fait que le niveau de puissance atteint ne représente plus vraiment un atout majeur pour téléphoner. La différenciation du mobile résulte plutôt de la qualité du service ou du fournisseur opérateur de la ligne, notamment pour la télévision et les chaînes proposées, le débit et le volume de données en réception de l'abonnement. Au contraire, les marques de smartphones d'entrée de gamme ou non tactiles connaissent une croissance importante, notamment en Chine ou en Afrique sur les marchés émergents. Nokia entre en partenariat avec Google pour l'élaboration d'un nouvel Android afin de préparer un nouveau smartphone à touches,. Cela est une réponse à une forte demande des personnes n'aimant pas le tactile et aux nouveaux pays émergents moins adeptes du tactile. Ce modèle de Nokia aura les capacités de ses prédécesseurs comme les derniers Sony Ericsson de pouvoir utiliser Internet puis l'A-GPS, ainsi que les capacités des smartphones actuels comme la 4G et l'accès à Google Play.

### Photophones
Les smartphones permettent de faire des photos d'aussi bonne qualité que celles d'un appareil photo compact si la luminosité est suffisante. Il existe de nombreuses applications de retouche photos. Dès 2010, l'évolution technique a permis un usage massif de l'appareil photo du smartphone. En particulier, la pratique du selfie (de l'anglais self : soi, soi-même) : les personnes se prennent elles-mêmes en photo, soit dans un miroir avec leur appareil / smartphone dans la main, soit avec un capteur photographique installé du côté de l'écran.

### Années 2020: émergence des smartphones pliants
Les premiers smartphones pliants sont présentés puis commercialisés en 2019, d'abord avec Royole, puis, quelques mois plus tard, Samsung Mobile avec le Galaxy Fold.

## Technique

### Système d'exploitation
Il existe plusieurs systèmes d'exploitation dédiés aux smartphones.
| Système d'exploitation       | 2009 (1 trimestre) | 2009 (1 trimestre) | 2010 (1 trimestre) | 2010 (1 trimestre) | 2011 (1 trimestre) | 2011 (1 trimestre) | 2014 (année)  | 2014 (année)   | 2015 (année)  | 2015 (année)   |
| Système d'exploitation       | Unités             | Part de marché     | Unités             | Part de marché     | Unités             | Part de marché     | Unités        | Part de marché | Unités        | Part de marché |
| ---------------------------- | ------------------ | ------------------ | ------------------ | ------------------ | ------------------ | ------------------ | ------------- | -------------- | ------------- | -------------- |
| Android                      | 755 900            | 1,8 %              | 10 606 100         | 17,2 %             | 36 267 800         | 36 %               | 1 059 000 000 | 81,5 %         | 1 161 000 000 | 81,0 %         |
| iOS                          | 5 325 000          | 13 %               | 8 743 000          | 14,2 %             | 16 883 200         | 16,8 %             | 193 000 000   | 14,8 %         | 226 000 000   | 15,8 %         |
| Windows Mobile/Windows Phone | 3 829 700          | 9,4 %              | 3 096 400          | 5 %                | 3 658 700          | 3,6 %              | 34 000 000    | 2,6 %          | 31 300 000    | 2,2 %          |
| BlackBerry OS                | 7 782 200          | 19 %               | 11 228 500         | 18,2 %             | 13 004 000         | 12,9 %             | 6 000 000     | 0,5 %          | NC            | N/A            |
| Symbian Nokia                | 20 880 800         | 51 %               | 25 386 800         | 41,2 %             | 27 598 500         | 27,4 %             | 0             | N/A            | 0             | 0              |
| Linux (hors Android)         | 1 901 100          | 4,6 %              | 1 503 100          | 2,4 %              | 0                  | N/A                | 0             | N/A            | 0             | 0              |
| Autres                       | 497 100            | 1,2 %              | 1 804 800          | 1,8 %              | 3 357 200          | 3,3 %              | 7 000 000     | 0,6 %          | 11 300 000    | 0,8 %          |
| Total                        | 40 971 800         | 100 %              | 61 649 100         | 100 %              | 100 769 300        | 100 %              | 1 297 000 000 | 100 %          | 1 432 000 000 | 100 %          |

Au premier trimestre 2011, 428 millions de téléphones mobiles (dont 23,6 % étaient des smartphones, 101 millions) sont vendus dans le monde, +19 % par rapport à la même période en 2010 (+85 % pour les smartphones). Au troisième trimestre 2011, 117 millions de smartphone sont vendus.
Fin 2013, la part de marché d'Android atteignait 81 %.
En France mi 2013, selon l'ARCEP, le nombre d'abonnés actifs à un opérateur de réseau mobile croissait de 6,1 % par rapport à mi-2012, atteignant 72,5 millions (soit 114 % de pénétration). Entre janvier et août 2010 en France, en comparaison avec l'année précédente, les ventes de non-smartphones ont baissé de 9 % tandis que les ventes de smartphones croissent de 138 %. Au premier trimestre 2011, le taux d'équipement des Français en smartphone est de 31,4 %.
D'autres systèmes d'exploitation existaient aussi comme :
- MeeGo, développé par Intel et Nokia ;
- Bada, développé par Samsung, abandonné en 2013 ;
- WebOS, développé par Palm, puis HP, puis LG.

Nombre de ces systèmes utilisaient en 2010 le moteur de rendu HTML WebKit intégré dans un navigateur pour l'affichage des sites sur la toile. Il équipait certains Blackberry, Nokia travaillait à son intégration sur Symbian et il était la référence sur Android (jusqu'aux versions 4.x) et iOS.

### Normes de communication haut débit
Les smartphones ont besoin d'une connexion à haut débit vers un réseau de téléphonie mobile pour tirer parti de toutes les fonctionnalités (push mail, VoIp, accès Internet, etc.).
Plusieurs normes de réseaux mobiles coexistent :
- GPRS (ou 2.5 G) ;
- EDGE (ou 2.75 G) ;
- 3G ou UMTS ;
- HSDPA (ou 3G+ ou 3.5 G) ;
- HSUPA et HSPA+ (ou 3.75 G) ;
- LTE et LTE Advanced (ou 4G) ;
- 5G.

La plupart des modèles proposent en plus une connexion Wi-Fi permettant de se connecter à Internet par l'intermédiaire d'un réseau privé, d'une box internet ou d'une borne Wi-Fi.
De plus, la plupart sont équipés d'un système de communication sans fil courte portée (10 m maximum) le Bluetooth permettant les échanges entre smartphones, avec leurs accessoires, avec une voiture (musique, GPS) et avec d'autres équipements informatiques ou domotiques équipés du même système de communication.

### Dispositifs techniques annexes
De manière parfois encore expérimentale, des smartphones, ainsi que certaines tablettes, peuvent maintenant recevoir des optiques ou dispositifs électroniques complémentaires, généralement associés à une application logicielle, pouvant leur ajouter une ou des fonctions supplémentaires (ex : boîte de Petri améliorée, microscopie, enregistreur et analyseur de cris de chiroptères, analyseur biochimique capable de détecter diverses maladies à partir d'une simple goutte de sang…).

### Batteries
Les accumulateurs nickel-cadmium et nickel-hydrure métallique sensibles à l'effet mémoire ont été les principales batteries utilisées dans les smartphones, avant d'être progressivement remplacées dans les années 1990 par celles à lithium-ion sans effet mémoire et beaucoup plus légères, mais plus coûteuses et dont l'autonomie a tendance à baisser face à l'augmentation de la consommation énergétique d'un smartphone.
Un mobile inintelligent (par exemple, le Nokia 1209 (78 g), BL-5CA, 700 mAh, 3,7 V, 2,6 Wh, 19 g, 100 × 70 pixels, 1,45 pouce, 89 ppp en largeur et 79 ppp en hauteur) a moins d'énergie stockée qu'un téléphone intelligent (iPhone, 3,5 pouces sorti en France fin 2007, 1 400 mAh, 5,2 Wh ou iPhone 6, 5,5 pouces 1280*720 pixels, sorti en France en septembre 2014, 2 915 mAh, 10,8 Wh) (LG G4, 5,5 pouces 2560 × 1440 pixels, sortie en milieu 2015, 3 000 mAh). En effet, un smartphone dont l'écran est allumé, consomme plus d'énergie et le processeur consomme davantage d'énergie. L'écran est le principal consommateur d'énergie d'un smartphone, d'où une augmentation nécessaire de la réserve d'énergie avec l'augmentation des dimensions et résolutions de l'écran. Les téléphones portables basiques (non tactile) ont tous des écrans plus petits et de moindre définition que les écrans de smartphones.
La batterie pèse 45,2 g pour le S5 (145 g), 5,1 pouces, sorti en avril 2014.
L'augmentation de la quantité d'énergie stockée au sein du mobile entre 2006 à 2017, est principalement pour faire face à l'augmentation de la surface d'affichage et du temps d'allumage de l'écran. Du fait des nombreuses fonctionnalités, le temps passé à regarder l'écran d'un smartphone est supérieur à la durée de visionnage de l'écran d'un non smartphone. C'est l'écran qui consomme toujours le plus d'énergie dans un smartphone.
Les batteries sont le composant avec l'espérance de vie la plus courte dans les téléphones mobiles. Dans certains cas, les constructeurs de smartphones réduisent délibérément les performances de leurs appareils pour augmenter la durée de vie de leurs batteries notamment pour des appareils plus anciens. Cela a été le cas des entreprises Apple et Samsung qui ont été condamnées par les autorités italiennes et l'AGCM (Autorita garanta della concorrenza e del mercato) le 24 octobre 2018 pour avoir réduit les capacités de certains de leurs smartphones via une mise à jour sans en justifier explicitement les conséquences.

### Coques
Les téléphones de milieu et d'entrée de gamme ont généralement des coques dorsales et frontales en plastique, à l'exception de l'écran en verre de protection Gorilla Glass, ce châssis est le plus souvent en polycarbonate. Le plastique a l'avantage d'être peu cher et offre une réception réseau optimale tout en rendant invisible l'antenne de l'extérieur mais la conductivité thermique est mauvaise. Le haut de gamme qui existe également avec une coque tout en plastique comme en 2011, le S2 ont plutôt des coques avec des métaux généralement anodisés tels que l'aluminium ou le magnésium et malléables, afin de créer des design plus originaux, à l'esthétique plus valorisée et offrant une meilleure dissipation thermique mais ils sont plus lourds et chers, marquent plus les rayures et ils ont généralement une coque monobloc à batterie inamovible et amoindrissent la réception réseau (cf. antennagate).
Il existe des « surcoques » molles ou dures qui s'ajoutent à la coque d'origine et des films transparents pour écran afin d'augmenter la protection contre les chutes et les rayures.

### Chargeur
Le chargeur est l'accessoire indispensable pour maintenir la batterie du smartphone chargée. Il existe des modèles adaptés à chaque source électrique : électricité domestique, batterie de véhicule. Le volume du chargeur est le même pour un chargeur pour mobile basique (non tactile) (sortie du chargeur pour Nokia 1209 : 5 V, 350 mAh soit 1,75 Wh) et 5 V, 1 000 mAh, soit 5 Wh pour un smartphone de moyenne gamme.

## Économie

### Marché mondial (2009-2017)
| Fabricant               | 2009        | 2009           | 2010        | 2010           | 2011        | 2011           | 2015 (3e trimestre) | 2015 (3e trimestre) |
| Fabricant               | Unités      | Part de marché | Unités      | Part de marché | Unités      | Part de marché | Unités              | Part de marché      |
| ----------------------- | ----------- | -------------- | ----------- | -------------- | ----------- | -------------- | ------------------- | ------------------- |
| Nokia (Microsoft)       | 105 413 400 | 36,8 %         | 111 473 800 | 34,2 %         | 107 556 100 | 25,1 %         | 30 281 000          | 6,3 %               |
| Samsung                 | 55 430 100  | 19,3 %         | 65 328 200  | 20,1 %         | 68 782 000  | 16,1 %         | 102 063 000         | 21,4 %              |
| LG                      | 30 497 000  | 10,7 %         | 29 366 700  | 9 %            | 23 997 200  | 5,6 %          | 18 194 000          | 3,8 %               |
| BlackBerry (BlackBerry) | 7 678 900   | 2,7 %          | 11 228 800  | 3,4 %          | 13 004 000  | 3 %            |                     |                     |
| Sony Ericsson           | 13 574 300  | 4,7 %          | 11 008 500  | 3,4 %          | 7 919 400   | 1,9 %          |                     |                     |
| Lenovo/Motorola         | 15 947 800  | 5,6 %          | 9 109 400   | 2,8 %          | 8 789 700   | 2,1 %          | 17 612 000          | 5,3 %               |
| Apple                   | 5 434 700   | 1,9 %          | 8 743 000   | 2,7 %          | 16 883 200  | 3,9 %          | 46 062 000          | 9,6 %               |
| HTC                     | 2 471 000   | 0,9 %          | 5 908 800   | 1,8 %          | 9 313 500   | 2,2 %          |                     |                     |
| ZTE                     | 3 697 900   | 1,3 %          | 5 545 800   | 1,7 %          | 9 826 800   | 2,3 %          | 13 682 000          | 2,9 %               |
| Huawei                  | N/A         | N/A            | 5 208 600   | 1,6 %          | 7 002 900   | 1,6 %          | 27 457 000          | 5,7 %               |
| Autres                  | 45 977 200  | 16,1 %         | 62 635 200  | 19,3 %         | 154 770 900 | 36,2 %         |                     |                     |
| Total                   | 286 122 300 | 100 %          | 325 556 800 | 100 %          | 427 846 000 | 100 %          | 477 898 800         | 100 %               |

Les ventes annuelles de téléphones mobiles atteignent en 2011 1,6 milliard.
Au troisième trimestre 2011, Nokia est le premier avec 106,5 millions d'appareils téléphoniques, Samsung 87,2 millions, LG 21,1 millions, ZTE 17,6 millions et le 5e Apple avec 17,1 millions.
Il s'est vendu 444,5 millions de mobiles au 3e trimestre 2012. Au troisième trimestre 2012, Samsung est premier avec 105,4 millions d'appareils téléphoniques, Nokia 82,9 millions, Apple 26,9 millions, LG 14 millions et le 5e ZTE avec 13,7 millions.
| Vendeur | Q1 2009 | Q2 2009 | Q3 2009 | Q4 2009 | Q1 2010 | Q2 2010 | Q3 2010 | Q4 2010 | Q1 2011 | Q2 2011 | Q3 2011 | Q4 2011 | Q1 2012 | Q2 2012 |
| ------- | ------- | ------- | ------- | ------- | ------- | ------- | ------- | ------- | ------- | ------- | ------- | ------- | ------- | ------- |
| Samsung |         | 2,6     | 3       | 3,3     | 4,3     | 5,6     | 8,9     | 9,6     | 10,8    | 16,2    | 20      | 22,8    | 29,1    | 32,6    |
| Apple   | 10,9    | 12,1    | 17,3    | 16,1    | 15,7    | 13      | 17,4    | 16,1    | 18,8    | 19,1    | 14,5    | 23,4    | 24,2    | 16,9    |
| Nokia   | 39,3    | 39,4    | 38,3    | 38,6    | 38,8    | 37,3    | 32,7    | 28      | 24,3    | 15,7    | 14,2    | 12,4    | 8,2     | 6,6     |
| RIM     | 20,9    | 18,6    | 19,9    | 19,9    | 19,1    | 17,4    | 15,3    | 14,5    | 14      | 11,6    | 10      | 8,2     | 6,7     |         |
| HTC     | 4,3     | 4,9     | 4,9     | 4,5     | 4,9     | 6,8     | 7,2     | 8,5     | 8,9     | 11      | 10,8    | 6,5     | 4,8     | 5,7     |

| Vendeur | Q1 2009 | Q2 2009 | Q3 2009 | Q4 2009 | Q1 2010 | Q2 2010 | Q3 2010 | Q4 2010 | Q1 2011 | Q2 2011 | Q3 2011 | Q4 2011 | Q1 2012 | Q2 2012 | Q3 2012 |
| ------- | ------- | ------- | ------- | ------- | ------- | ------- | ------- | ------- | ------- | ------- | ------- | ------- | ------- | ------- | ------- |
| Samsung |         | 1,1     | 1,3     | 1,8     | 2,4     | 3,6     | 7,2     | 9,7     | 10,8    | 17,3    | 28,1    | 36      | 42,2    | 50,2    | 56,3    |
| Apple   | 3,8     | 5,2     | 7,4     | 8,7     | 8,7     | 8,4     | 14,1    | 16,2    | 18,7    | 20,3    | 17,1    | 37      | 35,1    | 26      | 26,9    |
| Nokia   | 13,7    | 16,9    | 16,4    | 20,8    | 21,5    | 24      | 26,5    | 28,3    | 24,2    | 17,3    | 17,8    | 19,6    | 11,9    | 10,2    |         |
| RIM     | 7,3     | 8       | 8,5     | 10,7    | 10,6    | 11,2    | 12,4    | 14,6    | 13,9    | 12,4    | 11,8    | 13      | 9,7     |         |         |

Au dernier trimestre 2011, Apple a largement battu son record de ventes depuis que la société existe avec 62 millions d'appareils vendus dont 37 millions de smartphones (premier). Le deuxième est Samsung avec 36,5 millions mais sur l'ensemble de l'année 2011, avec une gamme plus large qu'Apple, Samsung a vendu 97,4 millions (19,9 %) de smartphones, pour Apple c'était 93 millions.
Au troisième trimestre 2012, il s'est vendu 179,7 millions de smartphones, soit une croissance de 45,3 % en un an (123,7 millions au 3e trimestre 2011). Durant ce trimestre, les smartphones représentaient 28,8 % des appareils téléphoniques vendus, 624 millions.
En 2017, le marché mondial global des technologies et services mobiles représente 4,5 % du PIB mondial soit 3 600 milliard de dollars. Le secteur est dominé par trois sociétés, Samsung avec 23,3 % de part de marché, Apple avec 2,2 % er Huawei avec 11,2 %.

### Marché chinois (2011)
Le marché chinois est devenu le premier marché mondial au troisième trimestre 2011, avec 23,9 millions d'unités vendues pendant cette période, contre 23,3 millions aux États-Unis.
Les grandes marques comme Samsung, Apple ou Nokia sont concurrencées par des entreprises locales telles que Xiaomi, Lenovo, Coolpad (en) ou Huawei. Ce dernier veut imposer ses smartphones en Occident.
Avec le temps, les industriels chinois ont su améliorer leurs téléphones, auparavant mal accueillis. En les vendant deux fois moins cher qu'un iPhone ou un Samsung, ils se sont peu à peu fait une place sur le marché mondial[réf. nécessaire].

### Marché français (2007-2024)
Représentation des ventes de smartphones en France par année (en millions)
Sources: CNC-GFK,
En 2015, les ventes de smartphones atteignent leur pic représentant 81 % des ventes de terminaux mobiles.
En 2016, les ventes de smartphones sont en légère baisse en France pour la première fois.
En 2019, 77 % de la population française âgée de 12 ans et plus possède un smartphone.
En 2024, le volume des ventes de smartphones neufs baisse pour la neuvième année consécutive. Il demeure toutefois le produit audiovisuel le plus vendu (13,1 millions d'unités vendues en 2024, contre 13,6 millions en 2023 et 18,4 millions en 2019). En parallèle, le volume de ventes de smartphones reconditionnés progresse à 734 000 unités (+8,2 % par rapport à 2023, +91 % par rapport à 2019).
| Type                 | 2008  | 2009   | 2010   | 2011   | 2012   | 2013   | 2014   | 2015   |
| -------------------- | ----- | ------ | ------ | ------ | ------ | ------ | ------ | ------ |
| Smartphone           | 1,8   | 3,6    | 7,7    | 11,5   | 13,3   | 15,8   | 18,2   | 20,0   |
| Mobile               | 21,7  | 20     | 17     | 12,8   | 9,2    | 7,9    | 5,6    | 4,6    |
| Total                | 23,5  | 23,6   | 24,7   | 24,3   | 22,5   | 23,7   | 23,8   | 24,6   |
| Part des smartphones | 7,7 % | 15,3 % | 31,2 % | 47,3 % | 59,1 % | 66,7 % | 76,5 % | 81,3 % |

| Type          | 2011 | 2012 | 2013 | 2014 | 2015 | 2016 | 2017 | 2018 | 2019 |
| ------------- | ---- | ---- | ---- | ---- | ---- | ---- | ---- | ---- | ---- |
| Smartphone    | 17 % | 29 % | 39 % | 46 % | 58 % | 65 % | 73 % | 75 % | 77 % |
| Mobile        | 67 % | 59 % | 50 % | 43 % | 34 % | 28 % | 21 % | 19 % | 18 % |
| Pas de mobile | 15 % | 12 % | 11 % | 11 % | 8 %  | 7 %  | 6 %  | 6 %  | 5 %  |

### Marché américain (2010-2018)
Le marché du smartphone aux États-Unis était dominé en 2010 / 2011 par trois systèmes d'exploitation principaux : BlackBerry, Google Android et Apple iOS. Mais leurs parts de marché fluctuent rapidement.
En février 2011 les parts de marché des OS de smartphones en circulation étaient de :
- Android : 33 %
- BlackBerry OS : 28,9 %
- iOS : 25,2 %
- Microsoft : 7,7 %
- Palm : 2,8 %

Les firmes Apple et Samsung dominent le marché américain des smartphones. Au quatrième trimestre 2014, les deux versions d'iPhone 6 représentent 50 % des ventes de smartphones ; le Galaxy S5 : 26 %, LG : 11 % et les autres marques : 5 %.
En 2018, il y a 1,07 milliard d'abonnés mobile aux Amériques avec un taux de pénétration 106 %.

### Marché européen
En 2010, une proportion de 22 % des mobiles vendus sont des smartphones puis 45 % en décembre 2011.
Au premier semestre 2013 les ventes de mobiles chutent en Europe : diminution de 4,2 % des ventes (téléphones mobiles et smartphones). Android possède désormais 69 % des parts du marché, alors que les parts du marché iOS ont baissé de 5 % (20 % contre 25 % en 2012).
Au premier trimestre 2013, d'après IDC, Samsung est le constructeur no 1 avec 14,3 millions de smartphones vendus et 45 % de part de marché. Apple no 2 (6,2 millions de smartphones vendus et 20 % de part de marché), et Sony no 3 avec 3,2 millions de smartphones vendus et 10 % de part de marché.

## Utilisations

### Usages personnels
En 2016 selon une enquête médiamétrie, chaque utilisateur de smartphone dispose, en moyenne, de 28 applications, ce qui ne préjuge pas de leur réelle utilisation dans le temps : l'utilisation moyenne est d'environ 5 applications par mois. Les applications les plus téléchargées sont les jeux, suivis par les réseaux sociaux, puis les applications pratiques (météo, transports, etc.).
En France, à la suite de la mise en place d'une nouvelle loi votée par le Parlement le 30 juillet 2018, la direction des structures scolaires (écoles maternelles, écoles primaires et les collèges, sauf cas particulier) doivent organiser l'interdiction des portables au sein des établissements.

### Usages professionnels

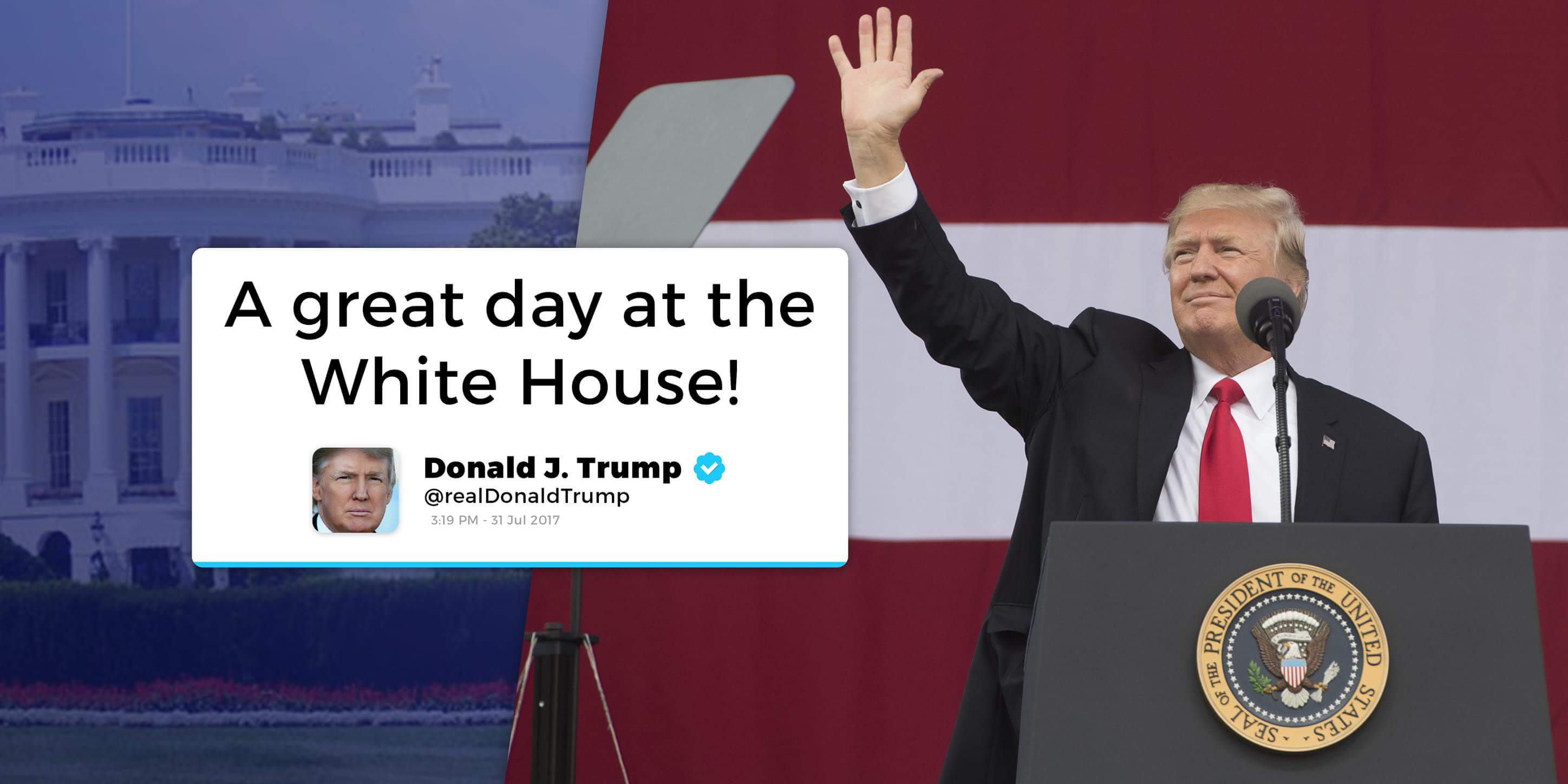
Le président américain Donald Trump, grand adepte des réseaux sociaux, ne se sépare jamais de ses smartphones, généralement des iPhones.

En entreprise, les smartphones sont utilisés notamment par des dirigeants, des commerciaux itinérants, des fonctions marketing et relation client ainsi que des professions nomades.
Le président de la commission européenne Jean-Claude Juncker a déclaré en juin 2017 : « Je n'ai toujours pas de smartphone. Par conséquent, je ne pourrais pas devenir premier ministre de l'Estonie, ce serait totalement impossible ». Ce fait est considéré comme inquiétant par Laurent Alexandre dans son livre La guerre des intelligences, qui indique que la commission réalise avec dix ans de retard qu'il n'y a aucun géant du numérique d'origine européenne, et que le sujet intéresse peu Bruxelles.
Sur le plan politique, l'usage du smartphone semble pourtant s'installer progressivement. Le président américain Donald Trump, élu en 2016 et le président français Emmanuel Macron, élu en 2017, ne se cachent pas d'utiliser ces appareils en tant que support d'information directe ou indirecte, notamment par l'intermédiaire d'un réseau social tel que Twitter

## Critiques et préoccupations psychosociales et environnementales

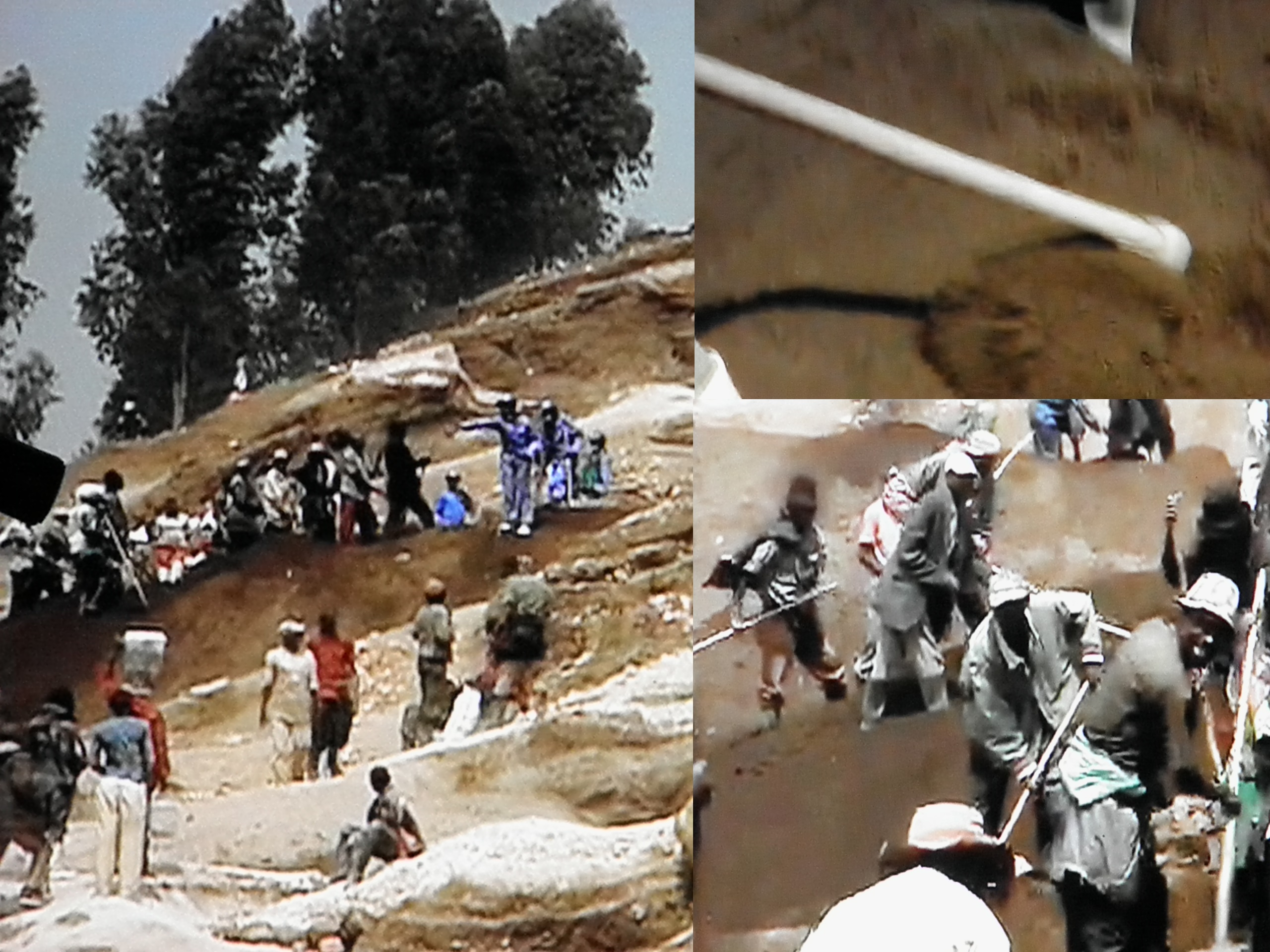
Mine de coltan en Afrique centrale.

### Environnement naturel
Selon des statistiques communiquées par l'institut Gartner, les ventes de smartphones ont augmenté de 2,7 % durant la décennie entre 2007 et 2017 et ce sont environ de 1,5 milliard de smartphones qui ont été ainsi vendus en 2017. Les trois principales sociétés étant Samsung, Apple et Huawei.
Selon un site spécialisé, il y aurait en 2018 plus de smartphones actifs soit 7,7 milliards d'unités, que d'habitants sur Terre.
Or, les smartphone est un appareil sophistiqués, dont le bilan environnemental est lourd : usage de métaux rares (plus de 45 métaux dans les cartes électroniques), création de déchets dangereux et une forte demande en énergie (à la production et durant l'utilisation), : Leur empreinte environnementale est ainsi supérieure à celle de leurs prédécesseurs. Les écrans tactiles des smartphones nécessitent, pour leur fabrication, de l'indium qui est un métal rare.
La consommation d'énergie du processeur dépend de l'utilisation et la fréquence de la CPU. Par exemple, le processeur n'est pas sollicité lors de la recherche de nouveaux réseaux Wi-Fi, en revanche, il est largement utilisé par la plupart des jeux. La majeure partie de l'électricité consommée par l'utilisation d'un smartphone n'est cependant pas celle du processeur ni de l'affichage, mais celle qui fait fonctionner les serveurs dans d'immenses centres de données lorsqu'on l'utilise sur le réseau internet (selon une étude publiée par Univers Nature, le coût des recharges ne représente que quelques dizaines de centimes sur un an, alors que son utilisation (courriel, vidéo, GPS, téléchargement de musique et films, etc.) entraîne une consommation électrique globale supérieure à celle d'un réfrigérateur (361 kWh par an en moyenne, contre 322 kWh). Selon l'ADEME (août 2018), les trois principaux impacts environnementaux des smartphones sont :
1. les atteintes à la biodiversité, notamment dues aux rejets toxiques dans l'environnement et à la destruction des milieux ;
2. l'émission de gaz à effet de serre.
3. l'épuisement des ressources ; l'empreinte environnementale du smartphone est surtout liée à l'extraction minièr ( du coltan notamment, nécessaire à nombre de ses composants), qui contribue à la destruction d'écosystèmes et à la pollutions de l'eau, de l'air et des sols, sans oublier les impacts socio-sanitaire sur les populations concernées. Le dessin animé pédagogique américain L'Histoire des choses (2007) détaille le cycle des produits de consommation tels que les smartphones. Il décrit les multiples conséquences à la fois sur l'environnement naturel, les travailleurs, les consommateurs, l'économie. Un deuxième film a été réalisé par la même association, décrivant plus précisément le secteur de l'électronique grand public (The story of electronics).

La démocratisation massive des smartphones, tout comme le « besoin » de remplacement relativement fréquent, soulève donc des interrogations d'ordre écologique et de soutenabilité du développement. La course à l'innovation et la publicité entraînent en pratique un renouvellement fréquent, qui fait parler d'obsolescence, voire d'obsolescence programmée.
Pour éviter la surproduction de déchets électroniques, des sites Internet comme iFixit aux États-Unis et dans toute l'Europe ou SOSav en France, permettent aux utilisateurs de réparer eux-mêmes leur smartphone.

### Quid des données personnelles et des risques?
Les smartphones, et notamment leurs applications téléchargeables, transmettent en temps réel aux sections marketing des fournisseurs de services un flux important de données personnelles de l'usager (et parfois sur ses correspondants), le plus souvent sans leur consentement. Ces données forment un big data, analysé par des IA, pour aboutir à un véritable profilage et à une classification par segmentation des usagers. « C'est comme ça qu'on peut tout tracer, en regardant quelles sont les applications téléchargées par le mobinaute, leur fréquence d'utilisation ainsi que le temps qu'il y passe »,.

Il est de plus impossible de désactiver a posteriori le traçage de l'usager qui ne peut donc exercer aucun droit à l'oubli. Il est aussi impossible d'effacer l'identifiant unique d'un smartphone,,. Une part importante des producteurs d'applications ne fournirait pas de règles de confidentialité : 45 sur 101 applications testées lors d'une enquête du Wall Street journal,,.
Une application sur Android, la publicité ciblée, basée sur le lieu où se trouve l'utilisateur, rapporterait de deux à cinq fois plus que la publicité classique. Au point que certaines régies publicitaires souhaitent aussi récolter des renseignements comme l'« origine ethnique (voir marketing ethnique), les revenus, l'orientation sexuelle et les opinions politiques ».
Pour mieux comprendre le comportement des mobinautes, la CNIL a confié en 2011 à Médiamétrie une enquête auprès de 2 315 utilisateurs. Il en est ressorti que, parmi les personnes interrogées :
- 89 % stockent des données de contact ou des coordonnées ;
- 86 % des données multimédias (photos/vidéos 75 %, agenda 52 %, notes 41 %…) ;
- 40 % stockent des données à caractère secret (coordonnées bancaires 7 %, codes secrets 17 %, codes d'accès aux immeubles 17 %, informations médicales 3 %…) ;
- 64 % ne voient pas l'intérêt, ou pensent qu'il n'est pas possible, d'installer un antivirus sur son smartphone (20 % des personnes équipées Android en ont déjà installé un) ;
- 51 % pensent que les données d'un téléphone mobile ne sont pas enregistrées ni transmises sans leur accord ;
- 46 % que les informations de localisation via le téléphone mobile ne sont pas transmises sans leur accord ;
- près de 50% vérifie au moment de télécharger une application, les données auxquelles elle a accès… mais 71 % ne lisent pas ou rarement les conditions d'utilisation.

De nouveaux enjeux se dessinent avec l'explosion de l'IA et de nouvelles fonctionnalités comme le paiement mobile par la technologie sans-fil NFC.
Le règlement européen concerne tous les systèmes d’IA à haut risque , et en particulier les systèmes et applications utilisant l’identification biométrique, l’évaluation des acquis éducatifs, le recrutement ou l’accès à des services essentiels. Les applications mobiles embarquant ces fonctionnalités doivent respecter des obligations strictes : documentation technique, gestion des risques, supervision humaine, traçabilité et robustesse. Depuis le 2 février 2025, ce règlement interdit certains usages inacceptables (ex : manipulation comportementale par des IA ; exploitation des vulnérabilités liées à l'âge et/ou au handicap, reconnaissance émotionnelle dans les environnements professionnels ou éducatifs...).
En France, en 2024, la CNIL (Commission nationale de l'informatique et des libertés) a publié ses recommandations officielles sur les applications mobiles, mises à jour le 8 avril 2025, pour à renforcer la protection des données personnelles dans un environnement mobile jugé plus intrusif encore que le web, en raison de l'accès étendu des applications aux capteurs des smartphones (géolocalisation, caméra, micro, carnet de contacts, etc.). Ces recommandations visent tous le acteurs du système des mobiles (éditeurs, développeurs, fournisseurs de SDK, systèmes d'exploitation et magasins d'applications), précisent leurs responsabilités individuelles et collectives, et proposent de bonnes pratiques de conformité au RGPD (dont consentement libre et éclairé, transparence sur les finalités des traitements, minimisation des permissions techniques, et l'intégration "native" de la protection des données, c'est à dire dès la conception (privacy by design). 
Une campagne de contrôle ciblée était prévue à partir du printemps 2025 pour vérifier la mise en œuvre effective de ces recommandations.

### Problèmes légaux entre fabricants
Le développement de la taille du marché du smartphone associé à la réduction du nombre de fabricants (concentration d'un marché) donne lieu à de gigantesques batailles de brevets :

### Espace de stockage interne disponible
Le coût de stockage au Go a une forte tendance à la baisse. Cependant, tout le monde n'a pas les moyens de s'acheter un smartphone avec 128 Go de mémoire. De plus en plus d'utilisateurs couplent ainsi leur stockage interne du smartphone avec du stockage externe en ligne. On parle alors d'« hébergement cloud » pour smartphone afin de libérer de la place sur ce dernier. Il existe différentes solutions pour le stockage de votre smartphone en ligne comme le backup, la synchronisation ou encore le stockage « cold ».

### Mise à niveau du système d'exploitation
En dehors de la fuite en avant pour cause de compétitivité économique, ceci peut s'expliquer par des contraintes techniques, mais laisse toutefois des doutes concernant les objectifs des fabricants, tentés de fidéliser des clients par la contrainte. La majorité des smartphones premier prix ne permettent même pas la mise à niveau vers la version du système d'exploitation sortie juste après (par exemple d'Android v4.1 vers v4.2). Dans les cas où la technique ne justifie pas de telles impossibilités, on parle d'obsolescence programmée.
Début 2014, Google contraint les fabricants à utiliser des versions d'Android plus récentes (voir historique des versions d'Android). Un système d'exploitation alternatif basé sur Android CyanogenMod, a été forké en 2017 et renommé LineageOS ; il permet de mettre à niveau quelques smartphones vers une version plus stable.
L'obsolescence logiciel programmée est courante dans le domaine[réf. nécessaire] et mise en faute par les mises à jour automatiques forcées des vieux smartphones[réf. nécessaire]. Si une mise à jour majeure de l'OS embarqué est trop lourde ou ne prend pas en compte les réelles performances des anciens modèles souvent plus faibles ou juste différentes, alors le smartphone ne peut même plus redémarrer ou se bloque et est donc inutilisable[réf. nécessaire]. Les constructeurs le savent bien et ne bloquent pas les mises à jour inutiles qui ne sont pas adaptées aux anciens modèles[réf. nécessaire], poussant le consommateur à la consommation[réf. nécessaire].

### Conditions de fabrication
En novembre 2014, l'émission Cash investigation, diffusée sur France 2 a enquêté sur les dessous « opaques » de la fabrication des téléphones intelligents. Ainsi, le reportage démontre que les sous-traitants de certains industriels, comme le chinois Huawei, emploient des populations asiatiques pouvant inclure des enfants, dans des conditions de travail difficiles. Elle révèle également qu'au Congo, des enfants travaillent 12 heures par jour pour 5,5 euros, pour l'extraction du tantale des condensateurs. Enfin, l'enquête dénonce le financement de guerres en Afrique — des entreprises asiatiques achetant de manière illégale des minerais aux rebelles contrôlant les mines — et le rejet dans la nature, du fait de la fabrication de la plupart des téléphones des grands fabricants, de milliers de tonnes de produits toxiques par an, dévastant des villes entières et causant de nombreux cancers,,. Pour Olivier Chicheportiche, c'est « la communication des fabricants qui vole en éclats » au-delà des scandales révélés par l'émission d'investigation. Parmi les entreprises acheteuses de ces minerais congolais figurent la société King Wood de Hong Kong, protégée par la Chine, et China National Mon Ferrous, revendeuse d'Apple. Celle-ci affirme ne plus travailler avec l'entreprise, qui apparaît pourtant toujours parmi ses fournisseurs. Les États-Unis votent en 2010 une loi obligeant les entreprises à informer si elles exploitent ces minerais de sang. L'Union européenne présente aussi en mars 2014 un règlement avec le même objectif, mais qui ne s'applique qu'aux entreprises qui décident d'être responsable. Les entreprises de téléphonie Ericsson, LG, et Digital europe, syndicat des fabricants de téléphones, sont intervenues auprès du commissaire européen qui a préparé ce règlement pour suggérer que cette réglementation ne soit pas contraignante. La version adoptée en 2016 s'applique au monde entier sans se limiter à la région africaine des Grands lacs comme la loi des États-Unis, mais il est Jugé trop timide selon les ONG, car sa mise en application est reportée à 2021, que seuls sont considérés 4 métaux (or, tantale, tungstène et étain), laissant de côté le cobalt qui implique pourtant le travail d'enfants, qu'en dessous d'une masse minimum, les entreprises n'auront pas de compte à rendre, que celles-ci pourront déléguer la fiabilité de leur approvisionnement ce qui dilue leur responsabilité juridique, et que cette loi ne vise que les importations de métaux bruts et non les composants.
Ce même reportage montre à Baotou (Chine), à la frontière de la Mongolie, l'existence d'une zone fortement radioactive contenant un lac de déchets de 600 000 tonnes et 11 km2 selon l'AIEA. L'entreprise Baogang exploite ce lieu de production de 97% de la production de néodyme, matière première des aimants utilisés dans les téléphones. Elle fournit ses matières premières aux entreprises Sony et LG. Celui-ci avance que l'eau recrachée par l'usine contaminerait les sols, les êtres humains et le bétail. Un service de sécurité soutenu par la sécurité intérieure interdisent l'accès au lac mais un échantillon d'eau prélevé et analysé en France confirme la pollution très élevée de cette eau ainsi que sa radioactivité qui engendrent des problèmes d'hypertension, de cancer de la peau, de l'intestin et de la vessie. L'hôpital local décompte plusieurs centaines de victimes, parmi lesquels un grand nombre de décès,.

### Aspects psychosociaux et sanitaires

#### Un phénomène de société

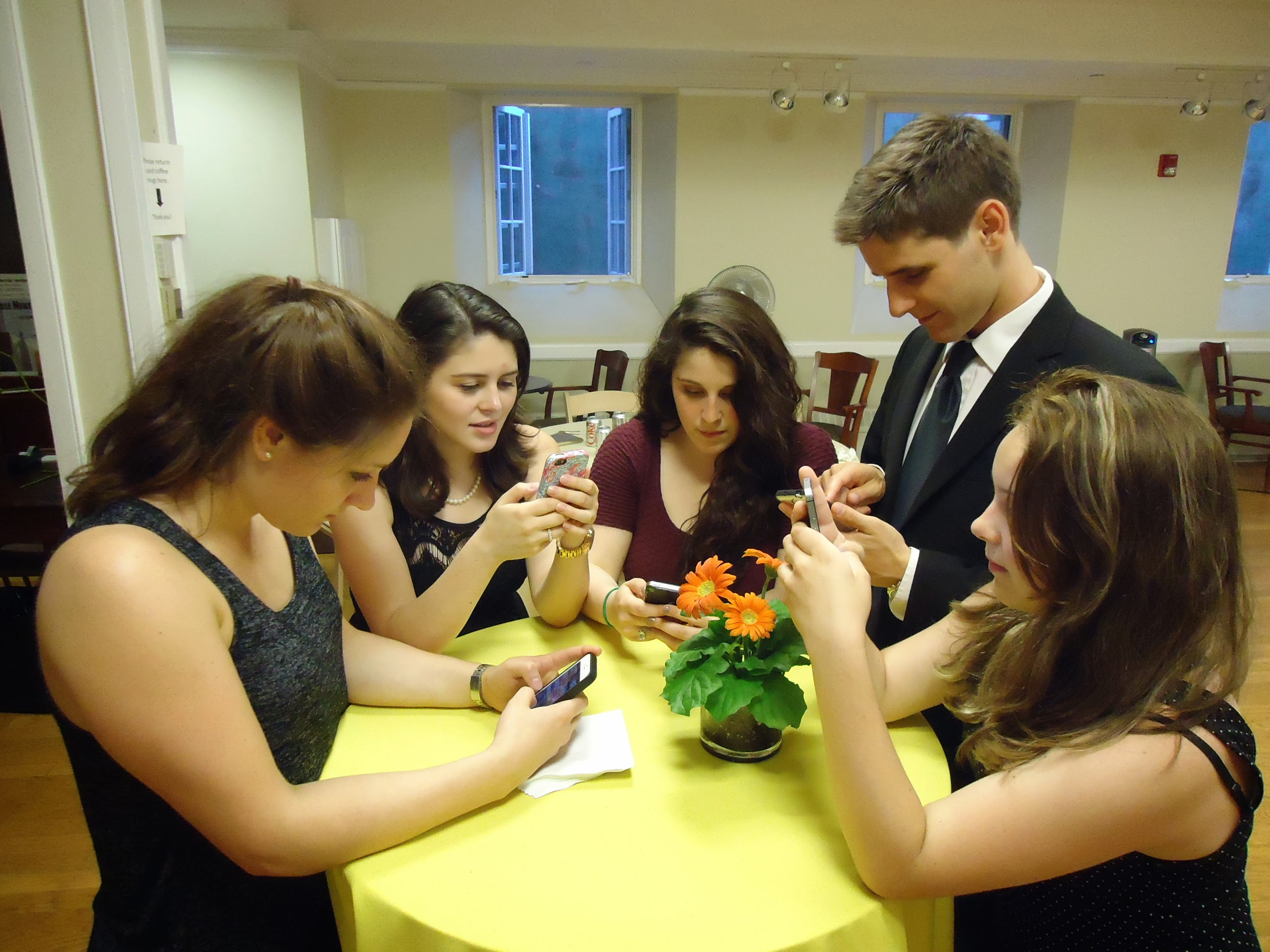
Groupe de jeunes utilisant leurs smartphones.

Les adolescents ayant grandi durant les deux premières décennies du XXIe siècle ont bénéficié de l'influence de ce qu'on appelle les nouvelles technologies d'information et de communication (NTIC). Les relations sociales sont moins marquées par les origines et les cadres socio-culturels de répartition de la population et les adolescents s'affranchissent dès lors de certaines normes qui ont marqué les générations précédentes. Les générations les plus jeunes passent ainsi de l'existence de groupes sociaux homogènes à des groupes plus hétérogènes, sinon plus étendus, grâce à l'existence de réseaux sociaux tels qu'instagram, snapchat et twitter, le support principal étant le smartphone.[réf. souhaitée] Des experts s'inquiètent aussi du risque de contrôle coercitif pouvant découler de technologies et de comportements de surveillance numérique, de plus en plus normalisés chez certains jeunes qui trouvent normal de partager des mots de passe et d'accepter la surveillance numérique et géolocalisation entre partenaires ou proches, en dépit de risques d'abus et de domination dans les relations pouvant parfois déboucher sur des violences physiques ou psychiques (selon la police de l'État de Victoria les abus des fonctions technologiques utilisées ou détournées pour la surveillance ont augmenté de 650 % au cours des cinq dernières années).
Il s'agit donc d'un phénomène de mode qui reste très largement imposé aux individus, car celui-ci implique une intégration à une nouvelle forme de vie en groupe, dominante (même si l'utilisateur peut être physiquement isolé). En 2017, les journalistes français Céline Cabourg et Boris Manenti présentent dans un ouvrage « Portable, la face cachée des ados » les conclusions d'une enquête sur ce le portable comme « phénomène de société » qui s'est imposé dans la vie des jeunes, de plus en plus tôt, via « son aspect ludique » et via des applications interactives promues par de nouveaux réseaux sociaux tels que Snapchat ou Instagram. Céline Cabourg ajoute, lors d'une interview, que le smartphonea a aussi un aspect affectif : « c'est un peu le nouveau journal intime ».
Depuis les années 2000, des entreprises proposent des téléphones de luxe, couverts de pierres précieuses ou de métaux rares, qui peuvent se vendre plusieurs centaines de milliers de dollars.

#### Dépendances et addictions
Une partie des utilisateurs admet souffrir d'une dépendance au smartphone, qui peut être de type dépendance à Internet ou liée à un besoin compulsif de consulter son portable (selon une étude britannique de 2014, chaque utilisateur regarde son smartphone en moyenne 221 fois par jour,). D'après une étude menée par l'Observatoire des pratiques numériques des Français de l'opérateur Bouygues Telecom, les Français sont effectivement de plus en plus dépendants de leur smartphone, en particulier les jeunes âgés entre 15 et 25 ans. Sur un panel constitué de 2 005 personnes, il apparaît que les Français passent en moyenne 1 h 30 par jour sur leur smartphone. Les 15-25 ans passent quant à eux 2 h 30 par jour sur leur smartphone. 26 % des personnes interrogées dans le cadre de l'étude de Bouygues Telecom avouent utiliser leur smartphone durant les repas de famille. Ce chiffre augmente chez les 15-25 ans ; ils sont en effet 41 % à rester connectés pendant les repas de famille. Tous âges confondus, 43 % des Français n'éteignent jamais leur smartphone, cette proportion grimpe à 57 % chez les 12-25 ans. Chez ces derniers, 84 % avouent être incapables de rester une journée entière sans leur smartphone, contre 62 % tous âges confondus. Par ailleurs, lorsqu'il leur est proposé de faire un choix entre le retrait de leur smartphone durant une semaine et le sacrifice d'une activité, 79 % sont prêts à se passer d'alcool, 66 % se passeraient de sport, 61 % se passeraient de café et 41 % abandonneraient le sexe.

### Smartphones: symbiotes cognitifs ou parasites attentionnels?
Le smartphone est souvent considéré comme étant une extention cognitive du cerveau (une « prothèse attentionnelle » selon F Coldefy (2022) ;  une « prothèse cognitive ambivalente », capable d’augmenter certaines fonctions tout en désincarnant le rapport au corps et à soi, selon Nicolas Nova (2018),, et qui peut contribuer à dégrader la cognition. Mais en 2025, Rachael L. Brown et Robert C. Brooks, notent que du point de vue évolutif, et en s’appuyant sur la thèse de l’esprit étendu proposée par Clark & Chalmers (1998), cet appareil, et les logiciels qu'il active, loin d'uniquement prolonger nos capacités mentales, est plutôt conçus pour manipuler l’attention et le comportement de son utilisateur, dans l’intérêt des GAFAM et des publicitaires. À la différence d'« outils cognitifs classiques » tels que les carnets, les cartes ou les jeux de société, les smartphones ne sont pas neutres : ils intègrent des mécanismes de captation attentionnelle (notifications, algorithmes de recommandation, interfaces addictives) qui peuvent aller à l’encontre des objectifs de l’utilisateur. Selon Brown et Brooks, on ne peut pas considérer comme partie du système cognitif un dispositif sciemment conçu pour détourner à ce point les intentions de son utilisateur ; le smartphone est certes une entité externe parfois symbiotique et utile mais indépendantel, mais il a aussi un comportement parasitaire (exploitant les ressources mentales de l’utilisateur à son détriment). D'autres travaux soutiennent cette approche critique : 
- Une revue systématique publiée dans Frontiers in Psychology (Wilmer et al., 2017) montre que l’usage intensif des smartphones est associé à des altérations de l’attention, de la mémoire et de la capacité à différer la gratification ;
- Une analyse anthropologique de Nicolas Nova (2018) décrit le smartphone comme ;
- Une étude publiée dans Medicine India (Amalakanti et al., 2024) souligne les effets négatifs de l’usage excessif des smartphones sur les fonctions exécutives et la régulation émotionnelle, notamment chez les jeunes adultes ;
- Un article de vulgarisation philosophique compare le smartphone à un parasite évolutif, exploitant l’attention humaine comme ressource vitale, à l’instar des espèces symbiotiques devenues invasives.

## Risques
La vision du smartphone comme simple outil cognitif est de plus en plus contestée. En intégrant des fonctions de captation et de manipulation, il devient un acteur autonome dans l’économie de l’attention. Le considérer comme un symbiote technologique — parfois bénéfique, souvent intrusif — permet de mieux comprendre les enjeux cognitifs, sociaux et éthiques liés à son usage. Cette relecture ouvre la voie à une régulation plus fine des interfaces numériques et à une réflexion sur la souveraineté attentionnelle à l’ère des dispositifs connectés.

### Dépendance et accidents
L'usage de smartphone peut être impliqué dans certains accidents de la route, mais aussi lors d'accidents de trains à crémaillère comme lors de l'accident du train du chemin de fer du Montenvers,.

« Selon le baromètre annuel de la Fondation Vinci autoroutes, l'inattention causée par un smartphone ou un GPS est citée par 57% des personnes interrogées dans onze pays, contre 52% l'an dernier. »

— Le Soir, avril 2017
L'écriture de message sur un smartphone lors de la conduite multiplie le risque d'accident par 23 en détournant les yeux cinq secondes.

### Risques sanitaires

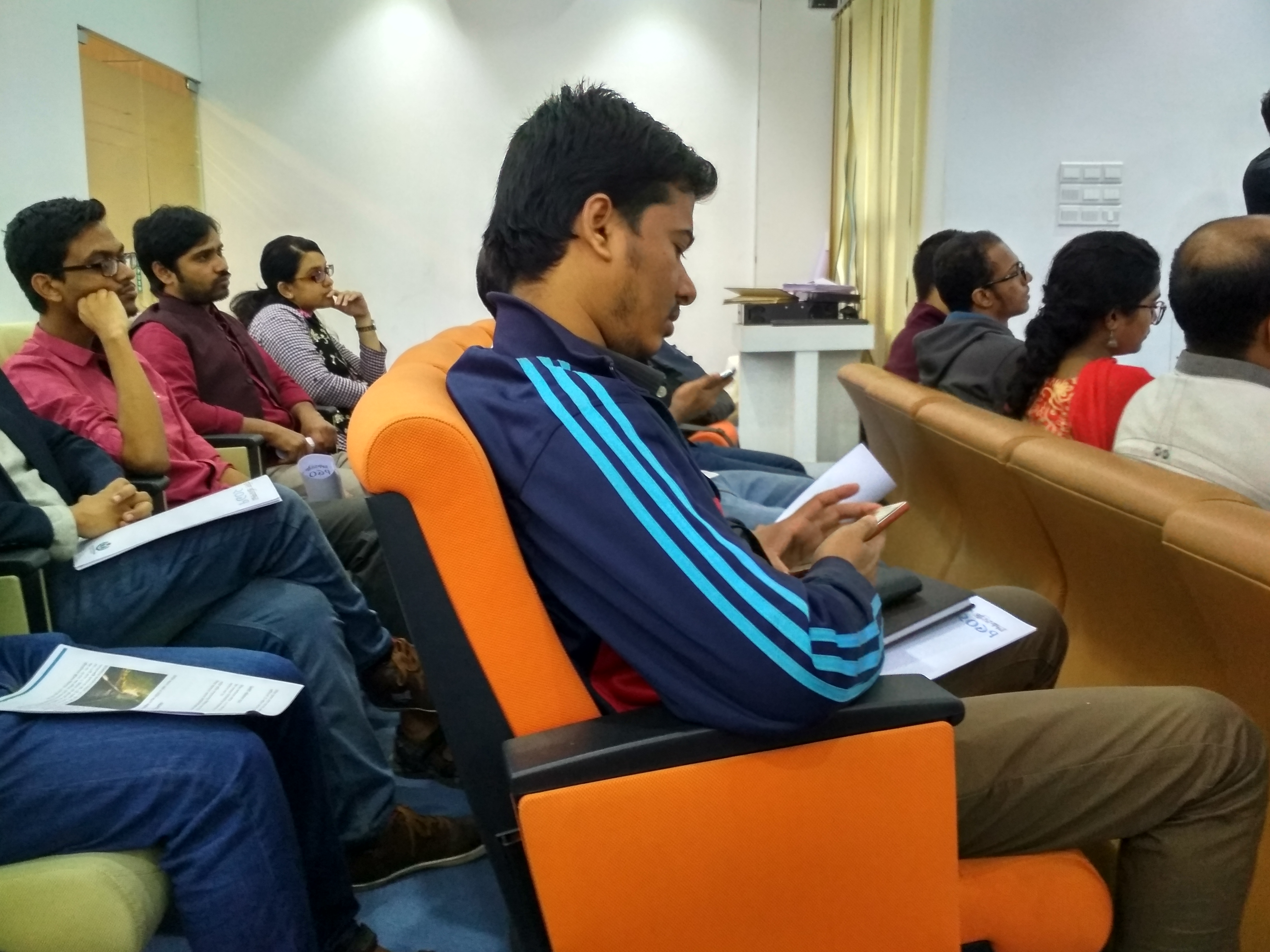
La position prolongée de la tête en avant, fréquente chez les utilisateurs de smartphones peut entraîner des troubles musculo-squelettique au niveau du cou.

Le smartphone est de plus en plus intensivement utilisé, les Américains passent en moyenne 61 jours par an et les Français environ 26 jours[réf. nécessaire]. Les usagers sont donc plus souvent concentrés sur leurs appareils et non sur le respect des autres dans les transports en commun ou même dans la rue. Les téléphones sont devenus un réel problème de santé les classant de plus en plus sur les causes d'accidents, pour certains mortels.
Outre les pathologies communicationnelles et le risque lié à l'usage des appareils de télécommunication émettant des ondes électromagnétiques à l'instar du Wi-Fi[Lequel ?], ou encore des antenne-relais de téléphonie mobile, le smartphone peut entraîner des troubles au niveau musculo-squelettique généralement au niveau du cou, des épaules, du dos et des mains, dûes à la position de l'utilisateur (par exemple, pencher sa tête en avant augmente la entsion des muscles postérieurs du cou ; des douleurs et d'autres blessures au niveau des pouces et des poignets sont dûes à la surutilisation des touches ou de la manipulation de l'écran tactile.
Le smartphone peut accélérer le phénomène de « myopie de l'étudiant », lié à l'excès de temps d'écrans et à l'effort d'adaptation de l'œil et du cristallin qui tend alors à prendre une forme bombée. Pour s'en prémunir, des spécialistes préconisent des lunettes de repos utilisées préventivement.
Il est parfois un facteur de stress,.

### Smartphone et respect des autres
Yondr est une société américaine qui propose un nouveau produit qui rend impossible l'utilisation d'un smartphone dans un périmètre donné. Il s'agit d'une housse, disponible en trois tailles différentes, équipée d'un système de loquet automatique et dans laquelle l'utilisateur place son téléphone. Cela lui permet de la garder sur lui quand il entre dans la zone où les téléphones sont interdits car la housse se verrouille toute seule. Pour retrouver l'usage de son appareil, il suffit de sortir du périmètre pour qu'elle se débloque.

## Pérennité et réutilisation

### Réparabilité
Pour améliorer la durée de vie des smartphones, et limiter les risques d'obsolescence programmée il est préférable de choisir un appareil présentant un bon niveau de réparabilité. Deux entreprises évaluent le niveau de réparabilité des smartphones : iFixit et SOSav. Par ailleurs, les smartphones modulaires comme le LG G5 présentent un meilleur niveau de réparabilité.
En France, le gouvernement français a prévu de mettre en place un indice de réparabilité afin d'aider les usagers à mieux connaitre la durée de vie de leurs smartphones, mais aussi de leurs autres produits électroniques. Brune Poirson, Secrétaire d'État auprès du ministre de la Transition écologique et solidaire, durant le gouvernement d'Édouard Philippe a rappelé que 75 % des clients de certains magasins de la grande distribution souhaitent « mieux connaître la durée de vie des produits ». La secrétaire d'État ajoute ensuite que « ça tombe bien, le gouvernement va mettre en place, à partir du 1er janvier 2020, un indice de réparabilité des produits ».
La société coréenne Samsung, spécialisée dans la production de matériel de téléphonie mobile a déposé un brevet auprès de l'Organisation mondiale de la propriété intellectuelle pour fabriquer des vitres de smartphones qui se « réparent tout seul ». Ce fabricant pourrait équiper ses derniers appareils de cette nouvelle technologie, susceptible de diminuer la fréquence des réparations. Il s'agirait d'un « revêtement oléophobique auto-régénérateur ». L'article de presse précise que cette découverte serait liée à la sérendipité,.

### Reconditionnement
Dans le domaine de la vente de téléphones mobiles, il est possible de faire l'acquisition de smartphones reconditionnés permettant d'éviter la surproduction de ces appareils, celle-ci ayant un impact certain sur l'environnement. Selon l'Ademe, "faire l'acquisition d'un téléphone mobile reconditionné permet une réduction d'impact environnemental annuel de 91 % à 55 % selon les indicateurs par rapport à l'utilisation d'un smartphone neuf".
Selon une enquête menée par un magazine mensuel français d'association de consommateurs, la différence de prix par rapport à un appareil neuf peut atteindre 30 à 50 %, en fonction de l'âge du smartphone et de son état général. En France, depuis mars 2016, une garantie légale de conformité de deux années est imposée aux distributeurs commerciaux de ce type de matériel reconditionné,.
Durant l'année 2017 en France, du fait des avantages sur le plan écologique et économique, le marché du reconditionné a représenté 10 % du volume global des ventes de smartphones (soit 2,1 millions d'unités d'après une étude IFOP/Smaaart) et un Français sur cinq a déjà acheté un téléphone reconditionné. Alors que le marché du neuf a baissé en France de 6,5 % en 2018, celui du reconditionné a pris le relais avec un taux de croissance de 7 %. Les smartphones reconditionnés permettent aussi de créer des emplois : en France, ce marché a fait naître une véritable filière industrielle.

### Réutilisation pour d'autres usages
Il a été proposé que des smartphones désuets (remplacés avant d'avoir été utilisés pour toutes leurs capacités, mais fonctionnant encore, ou réparés) et/ou leurs divers capteurs (bruit, mouvement/présence/absence, relai émetteur/récepteur, etc.) services soient réutilisés pour d'autres usages que la téléphonie ; au service par exemple :
- de la domotique[150] ;
- de l'éducation (en particulier pour des outils éducatifs nécessitant l'accès à l'Internet dans les communautés à faible revenu[151]) ;
- de surveillance de la qualité de l'eau, de l'air, des sols, d'indices de biodiversité ou de braconnage, etc.[151] ;
- de la médecine, avec par exemple la surveillance de la santé, le training, l'aide à des malades Alzheimer, des victimes d'AVC (dont pour réapprendre à marcher), d'infarctus[151] ;
- détection et aide à la gestion de catastrophes (naturelles ou technologiques)[151], remplacer un réseau internet dont l'infrastructure physique a été détruite, à la suite d'un grave tremblement de terre par exemple)[152].

## Réparation
La réparation de smartphone s'effectue soit par des professionnels, ou par le client lui-même. Le secteur de la réparation professionnelle est divisé en deux catégories. Premièrement les employés de l'entreprise ou du magasin réparent les anciens smartphones pour les revendre reconditionnés à un nouveau client, cette pratique est connue sous le nom de « refurbishment ». Deuxièmement les réparateurs indépendants qui, sous la forme d'un service rémunéré, remettent en état le téléphone abimé du client.
Bien que possible seul chez-soi, la réparation privée est souvent laborieuse car nécessite le bon outillage et des connaissances sur l'appareil défectueux de la part du consommateur, en plus des pièces détachées de remplacement. Pour aider les novices dans le domaine, des organisations indépendantes, ou associations telles que les Repair Café se créent dès 2009, comptabilisant dix ans après plus de 1800 adresses répertoriées à travers le monde. Cela donne une dimension sociale à la réparation où un groupe met en commun ses connaissances techniques ou pratiques dans le but de résoudre gratuitement le problème d'un utilisateur venu réparer son objet. La plupart des tutoriels pour la réparation sont disponibles en ligne, comme sur le site iFixit par exemple.
La réparation peut aussi s'effectuer par des indépendants qui remettent en état des appareils dont d'autres personnes se sont débarrassés, parfois en utilisant d'autres smartphones comme source de pièces détachées. Leur but est de gagner de l'argent en revendant les objets réparés, récupérés chez les propriétaires ou dans les déchetteries.

### Services de réparation
Les services de réparation indépendants peuvent avoir un effet positif sur la durée de vie, car ils ont un effet d'amortissement sur le prix. En revanche les pièces de rechange contrefaites, en particulier les batteries, peuvent être de mauvaise qualité et pourraient être utilisées par des services de réparation indépendants en l'absence de pièces de rechange d'origine.
Des attentes concernant la durée de vie et la qualité des réparations réduisent la volonté de réparer ses appareils. En pensant qu'une réparation soit trop onéreuse, de nombreux consommateurs ne demandent même pas le prix réel de la réparation. En cas de remplacement d'un appareil en raison d'une défaillance technique, une réparation n'est tentée que dans 34 % des cas.

#### Coûts de réparation
Le prix moyen de réparation des smartphones est de 135 €, ce qui dépasse pour 26 % des appareils le prix d'un nouveau produit. La réparation des smartphones est coûteuse en raison de la conception miniaturisée du produit, des batteries encollées et du nombre limité de pièces de rechange. De plus, l'achat de nouveaux produits est souvent subventionné par des contrats avec des fournisseurs, ce qui augmente encore le prix relatif des réparations.

### Comportement des utilisateurs envers la réparation
Lorsqu'un smartphone est cassé, la majorité des consommateurs le jettent au lieu de le réparer, notamment en raison des coûts de réparation élevés. Même lorsque les dommages sur l'appareil sont facilement réparables (e.g: écran cassé, batterie hors d'usage), les utilisateurs préfèrent souvent acheter un nouveau modèle plutôt que faire l'effort de réparation. Ce comportement est motivé par l'obsolescence du software et les capacités attrayantes des nouveaux modèles.
Les smartphones ont un court cycle de vie, obtenu en réduisant le temps de développement. Ainsi les nouvelles fonctionnalités déclenchent chez les consommateurs l'envie d'acheter un nouveau modèle, même étant en possession d'un smartphone encore fonctionnel. Les innovations technologiques ne sont parfois que mineures, mais une nouvelle génération d'appareils accroît la pression sur le consommateur pour qu'il ait un appareil plus récent.
Des concepts de produit modulaires permettant des réparations faciles et des mises à niveau fonctionnelles pourraient être un moyen de prolonger l'utilisation des appareils et ainsi réduire l'impact environnemental dû à la phase de production.

#### Les critères d'achat relatifs aux smartphones
Les performances, la durabilité et la durée de vie de la batterie sont les critères les plus importants pour les utilisateurs. Une longue autonomie de la batterie est importante pour plus de 80 % des utilisateurs.
Les utilisateurs sont de plus en plus sensibilisés à des aspects tels que la réparabilité et la durabilité, également grâce à des activités telles que le score de réparabilité iFixit. En revanche, la fidélité à la marque et l'apparence restent des aspects majeurs de la décision d'achat. Cela montre que les produits durables ne sont pas pertinents pour tous les types d'utilisateurs.

## Fin de vie (recyclage et élimination)
Environ 1,5 milliard de smartphones sont vendus dans le monde chaque année et ceux-ci arrivent en fin de vie quelques années plus tard,.
En 2018, il s'est vendu 1,4 milliard d'appareils dans le monde, valeur en baisse de 4,1 % par rapport à l'année précédente, une tendance qui s'est accentuée au premier trimestre 2019.
En moyenne au niveau mondial, les smartphones sont remplacés tous les 21 mois (valeur 2017). Avant d'être jetés, les appareils sont souvent conservés, sans être utilisés, dans les ménages pendant quelques années. Dans 80 % des cas, les appareils mis hors service sont encore fonctionnels, de ce fait, la production de déchets de smartphones n'est que marginalement liée à la difficulté de les réparer.

### Composition
Les appareils devant être éliminés correspondent à environ 200 000 tonnes par année dans le monde (estimation : 1,5 milliard d'appareils de 150 grammes chacun[réf. nécessaire]). Sans compter la batterie, un smartphone typique est composé des matériaux suivants, :
- plastique (environ 60 %) ;
- verre (environ 13 %) ;
- cuivre (environ 14 %) ;
- aluminium (environ 9 %) ;
- acier (environ 3 %) ;
- autres métaux (environ 1 % : zinc, chrome, or, plomb, laiton, nickel…).

Les batteries contiennent du lithium et d'autres métaux toxiques, elles sont dans l'idéal traitées à part.

#### Métaux précieux
Les déchets électroniques contiennent une quantité de métaux précieux : 1,5 milliard d'appareils contiendraient ainsi plus de 31 tonnes d'or et 325 tonnes d'argent. Il est cependant très difficile de séparer ces matériaux présents dans de très faibles quantités dans chaque appareil et associés avec d'autres matériaux.

### Quantité de déchets et pratiques actuelles
Les smartphones sont récupérés avec les déchets électriques et électroniques, qui forment une quantité supérieure à 10 kg par habitant et par an pour les pays développés. Une grande partie de ces déchets sont envoyés dans des pays en développement comme le Nigéria et le Ghana, ou encore en Chine, où le recyclage a lieu de manière informelle. Cette démarche présente des risques liés à la santé des personnes qui travaillent avec les déchets et des problèmes de contamination des sols et de l'eau.

### Traitement des déchets dans les pays en développement

#### Delhi (Inde)
Le recyclage des déchets électroniques est pratiqué par environ 10 000 personnes avec un bas salaire (environ 1 € par jour) et sans sécurité d'emploi. Un pourcentage élevé des déchets est revalorisé, récupéré, recyclé ou parfois réparé. Hélas, certains procédés employés sont nocifs pour l'homme et l'environnement. Par exemple :
- la combustion du plastique dégage des dioxines et furanes ;
- les métaux lourds tels que le plomb sont manipulés dans l'objectif de leur recyclage ;
- des acides sont utilisés pour la récupération de métaux précieux[168].

#### Nigeria
70 000 tonnes de déchets électroniques et électriques sont importés au Nigeria chaque année dont 77 % proviennent d'Europe. Ces déchets arrivent dans le pays comme étant des biens d'occasion. Le traitement de ces déchets est très peu contrôlé. Les déchets sont revendus à des décharges puis en grande partie incinérés. Certains métaux comme le cuivre sont récupérés. Les métaux lourds tels que le plomb ou mercure posent des problèmes de contamination des eaux et du sol.

### Cas de la Suisse
En Suisse, le cadre légal oblige les marchands à reprendre les appareils usagés et interdit leur exportation pour un recyclage non contrôlé. La taxe anticipée de Recyclage (TAR) est prélevée lors de l'achat des appareils électroniques pour financer la récolte et la valorisation des déchets électroniques. Pour un téléphone portable, elle est d'environ 0,40 CHF (équivalent de 0,35 € en mars 2019) dont 0,10 CHF (0,088 €) pour la collecte. Les téléphones sont réduits en miettes et certaines parties fondues. Les batteries sont au préalable enlevées pour qu'elles ne s'enflamment pas dans les machines. Finalement, 40 % de la masse du téléphone portable est recyclée et 50 % est revalorisée énergétiquement (par incinération). Les 10 % restants sont enfouis sous terre.

### Objectifs au niveau Européen (en termes de récupération)
Les directives Européennes se fixent des objectifs en termes de pourcentage des smartphones devant être récupérés et revalorisés, mais n'indiquent pas précisément les techniques employées pour le recyclage.

### Obstacles à surmonter pour le futur
Le recyclage reste limité, pour au moins deux raisons :
- il manque le savoir faire technologique nécessaire pour bien séparer et extraire tous les matériaux de l'appareil, de manière rentable, surtout dans le cas d'alliages, de pièces miniaturisées, ou de matériaux encore non-recyclables (lithium)[174].
- d'un point de vue sociétal et juridique, il manque une conscience de la nécessité d'un système de recyclage efficace ; et aucun cadre législatif n'impose le recyclage intégral des smartphones.